# Emil Gezelius
Lars Emil Gezelius (i riksdagen kallad Gezelius i Falun), född 9 juni 1864 i Kungsåra församling, Västmanlands län, död 27 januari 1947 i Hosjö församling, Kopparbergs län, var en svensk riksdagspolitiker och vice häradshövding.
Gezelius arbetade som advokat i Falun. Han var ledamot av riksdagens första kammare från 1907, invald i Kopparbergs läns valkrets. I riksdagen skrev han en egen motion om sättet för landstingsmannaval
Han var gift med Amanda Sandberg.